# Square Nadar
Le square Nadar est un square du 18e arrondissement de Paris, dans le quartier de Clignancourt.

## Situation et accès
Il est situé entre les rues Azaïs et Saint-Éleuthère près de la basilique du Sacré-Cœur. On y trouve la statue édifiée en hommage au chevalier de la Barre (né en 1745), qui a été décapité et brûlé en 1766 car il est soupçonné d'avoir profané deux crucifix et d'avoir blasphémé.
Le site est accessible par le 2, rue Saint-Éleuthère.
Il est desservi par les lignes 2 et 12 à la station Abbesses.

## Origine du nom
Il rend hommage à Félix Tournachon (1820-1910), dit Nadar, un caricaturiste, écrivain, aéronaute et photographe français.

## Historique

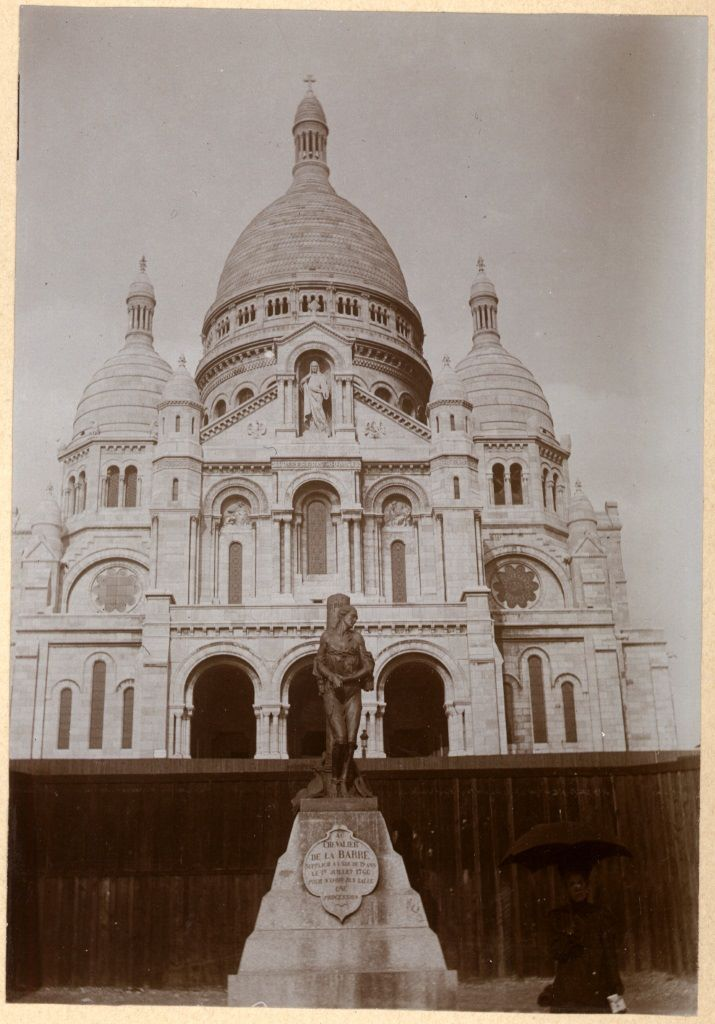
Le monument d'origine.

Le square accueille une statue du chevalier de La Barre, exécuté pour avoir refusé de saluer une procession religieuse. En 1905, une première statue avait été élevée devant la basilique du Sacré-Cœur de Montmartre, œuvre d'Armand Bloch. En 1926, elle est déplacée dans le square, pour ne pas heurter les fidèles. Elle est fondue en 1941, sous le régime de Vichy, dans le cadre de la mobilisation des métaux non ferreux. Le socle reste ensuite vide. Une nouvelle statue, œuvre d'Emanuel Ball, est inaugurée en 2001.

## Botanique
Sophora du Japon, planté en 1904, hauteur 16 m, circonférence 305cm (classé arbre remarquable).